# Боголіб Тетяна Максимівна
Тетяна Максимівна Боголіб (18 вересня 1960 — 4 січня 2018) — українська економістка та освітянка. Доктор економічних наук, заслужена працівниця народної освіти України, академік Академії економічних наук України, кавалер ордена княгині Ольги ІІІ ступеня.

## Біографія
Народилася 18 вересня 1960 р. в с. Охрамієвичі Корюківського району Чернігівської області в родині службовців. У 1980 р. вступила до Чернігівського державного педагогічного інституту ім. Тараса Шевченка на історичний факультет, який успішно закінчила в 1984 р. за спеціальністю «учитель історії». Працювала старшою піонервожатою, учителькою історії, заступницею директора школи, директоркою Охромієвицької середньої школи (1986—1992).
У 1988–1991 рр. навчалася в аспірантурі Московського державного університету ім. М. В. Ломоносова, в травні 1991 року захистила кандидатську дисертацію під керівництвом видатного економіста Л. І. Абалкіна.
З 1992 р. працювала в системі вищої освіти: старша викладачка, доцентка, завідувачка кафедри економічної теорії, деканка економічного факультету, професорка кафедри фінансів, завідувачка кафедри фінансів, грошового обігу та кредиту. З лютого 2001 р. працювала в ДВНЗ «Переяслав-Хмельницький ДПУ імені Григорія Сковороди», до січня 2018 р. — декан фінансово-економічного факультету, раніше обіймала посаду завідувачки кафедри фінансів, грошового обігу та кредиту.
У 2005–2006 рр. навчалася в докторантурі Науково-дослідного фінансового інституту Міністерства фінансів України, захистила докторську дисертацію. Тетяна Боголіб є засновницею наукової школи фінансового забезпечення розвитку освіти, науки; розвитку економіки знань. Під її керівництвом захищено 15 кандидатських дисертацій. Учасниця грантових міжнародних програм: Російського наукового гуманітарного фонду спільно із Саратовським державним університетом; за програмою Central Europen initiative financing білорусько-українського проєкту «Розвиток зовнішньоекономічних і культурних відносин між Республікою Білорусь та Україною» в рамках програми ЄС «Східне партнерство спільно із Білоруським державним університетом»; міжнародна науково-дослідницька програма "Системний аналіз перспектив скоординованого соціально-економічного розвитку Росії та України.
Була членкинею Науково-методичної ради Східне партнерство спільно із Білоруським державним університетом, головною редакторкою збірника наукових праць «Економічний вісник університету», членом міжнародних наукових редакційних колегій наукових журналів Латвійської державної медичної академії, Кемеровського університету (Росія), Торунського університету ім. Миколи Коперника (Польща).
Тетяна Боголіб була на стажуванні в Оксфордському університеті, працювала у Краківському та Мюнхенському державних університетах. Вільно володіла англійською мовою.

## Науковий доробок
Понад 250 наукових праць:
- 8 монографій
- 12 підручників і навчальних посібників,
- 232 наукових статті.

## Нагороди
- Нагороджена знаками «Отличник образования СССР», «Відмінник освіти України»,
- Нагороджена Почесною грамотою Міністерства освіти і науки України,
- Нагрудними знаками МОН «Петро Могила».
- Мала 16 почесних дипломів Міністерства освіти і науки, молоді та спорту України та Президії НАПНУ за досягнуті успіхи в освітній діяльності.

## Життєве кредо
|  | «Дорогу здолає той, хто йде» |